# Etologie

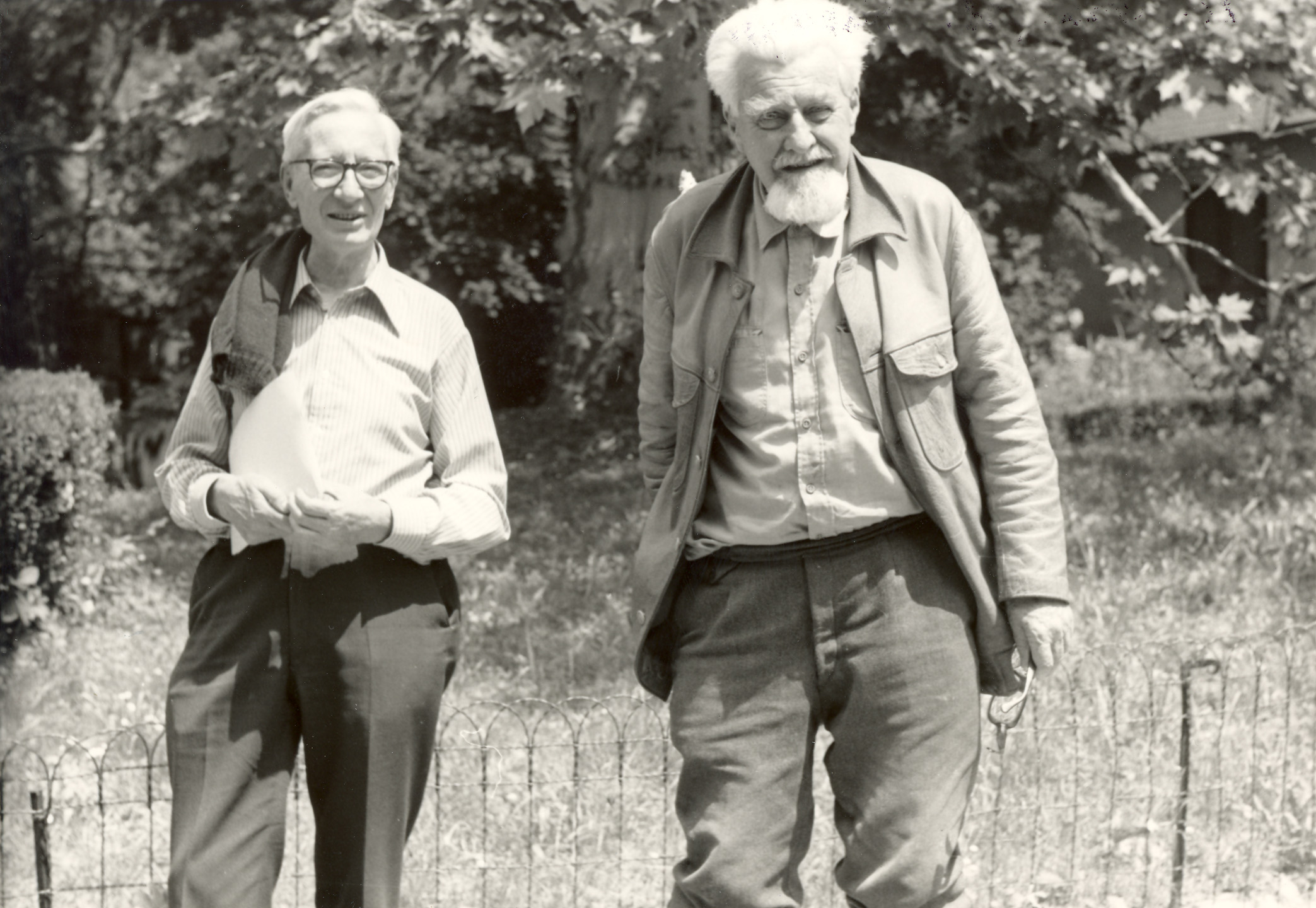
Nikolaas Tinbergen (stânga) și Konrad Lorenz (dreapta), specialiști ai etologiei animale.

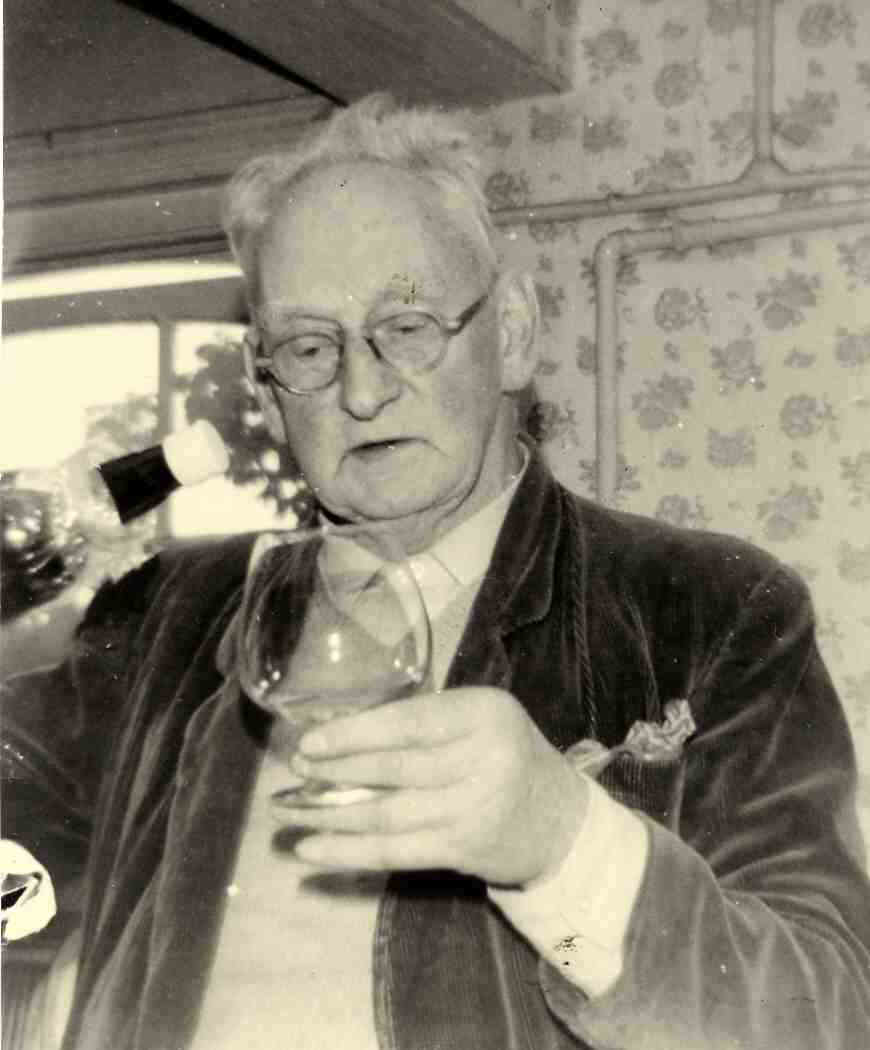
Alexander Sutherland Neill, specialist al etologiei umane.

 Etologia  este știința care se ocupă de studiul comportamentului (obiceiuri și deprinderi) atât a animalelor (etologia animală) cât și a oamenilor (etologia umană). Etimologia cuvântului este etos + logos („comportament” + „știință”) în limba greacă. Etologia este denumirea dată de John Stuart Mill studiului caracterelor, al faptelor morale sau al tradițiilor și moravurilor, preluat recent de zoopsihologie ca denumire a studiului obiectiv al comportamentului animalelor în mediul lor.

## Definiția
Etologia studiază comportamentul intraspecific și interspecific al animalelor sau al oamenilor și interacțiunea acestora cu mediul lor, atât la nivel individual, cât și la nivel populațional. Metoda principală este observarea, și adesea filmarea indivizilor prezenți și comportamentelor lor, într-un cadru de spațiu și de timp prealabil definit, și cu o ritmicitate definită, pentru a dispune de secvențe cât mai reprezentative și comparabile.

## Cele două ramuri
În etologia animală, studiile pot avea loc în mediul natural, în mediul artificial (când este vorba de specii domestice) sau în captivitate (acvarii, paludarii, terarii, parcuri, cuști...). În felul acesta se poate înțelege comportamentul instinctiv, adică răspunsurile standardizate la stimuli și capacitățile înnăscute de a răspunde la diverse situații. Cei care, în anul 1966 au pus bazele acestei ramuri a etologiei, au fost zoologii austrieci Karl von Frisch (1886-1982) și Konrad Lorenz (1903-1989) și colegul lor olandez Nikolaas Tinbergen (1907-1988) care au îmbinat studiul animalelor în mediul lor natural (care pune în evidență patrimoniul ereditar al speciei, prin răspusuri fixe la stimuli ambientali ficși) cu studiul de laborator (care pune animalul în situații noi, pentru a evidenția capacitatea acestuia de a elabora răspunsuri diferite la stimuli diferiți, implicit capacitatea de învățare și adaptate a animalului).
Etologia umană ca disciplină este în general considerată ca o sub-categorie a biologiei; totuși teoriile psihologice s-au  dezvoltat pe baza ideilor etologice (de exemplu, sociobiologie, psihologie evoluționistă, teoria atașamentului). În etologia umană, studiile pot avea loc în diferite medii (grădinițe, școli, cămine, spitale, taberi, administrații, întreprinderi, locuri publice, transportul în comun ș.a.m.d.). În felul acesta se poate înțelege partea pulsională (zisă "instinctivă" și socotită, inițial, înnăscută) și partea culturală (căpătată prin impregnare sau prin învățare și depinzând de mediul și condițiile de dezvoltare și de viață) a comportamentului uman, în funcție de situații, de obiecte sau de stimuli. Cei care, tot în 1966, au pus bazele acestei a doua ramuri a etologiei, au fost psihiatrul Bruno Bettelheim (austriac, apoi american, 1903-1990), pedagogul Alexander Sutherlan;d Neill (scoțian britanic, 1883-1973) și psihiatrul Boris Cyrulnik (francez, născut în 1937). Rezultatele pot fi folosite în scopuri terapeutice, în domeniul medicinii mai ales psihiatrice, în scopuri ergonomice pentru a ameliora funționarea unui sistem, unui obiect, unei întreprinderi, sau urbanismul unui cartier sau unui oraș, sau în scopuri publicitare și comerciale pentru a mări atractivitatea unor produse.

## Precursori ai etologiei
Comportamentul animalelor sau al popoarelor a fost descris încă din Antichitate, dar în mod anecdotic și adesea fantezist. Înainte de 1966 și de apariția cuvântului Etologie, a început să fie studiat în mod științific de către savanți precum :
- R-A F. de Réaumur (naturalist francez, 1683-1757)
- Charles Darwin (explorator și naturalist englez, 1809-1882)
- Jean-Henri Fabre (entomolog francez, 1823-1915)
- Ivan Pavlov (fiziolog, psiholog și medic rus, 1849-1936)
- Emil Racoviță (naturalist, explorator și speolog român, 1868-1947)
- Hans Hass (explorator și naturalist austriac, 1919-2013).

## Legături externe
- „Etologie” la DEX online
- G. Medicus. „Ethological Theory of Transdisciplinarity” (PDF). Arhivat din original (pdf) la 9 februarie 2018. Accesat în 8 februarie 2018.
- G. Medicus. „Ethological Theory of Human Behavior”. Arhivat din original (ppt) la 9 februarie 2018. Accesat în 8 februarie 2018.
- italiană  COS’E’ L’ETOLOGIA Arhivat în 5 februarie 2007, la Wayback Machine.